# 雅努什·库索钦斯基

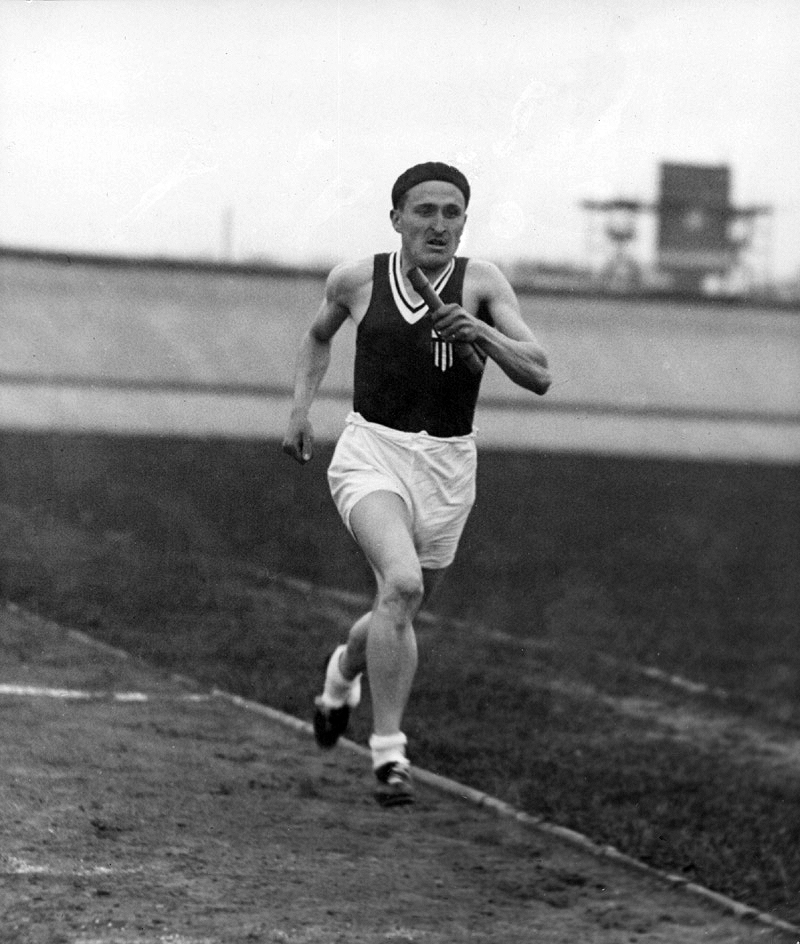
1937年

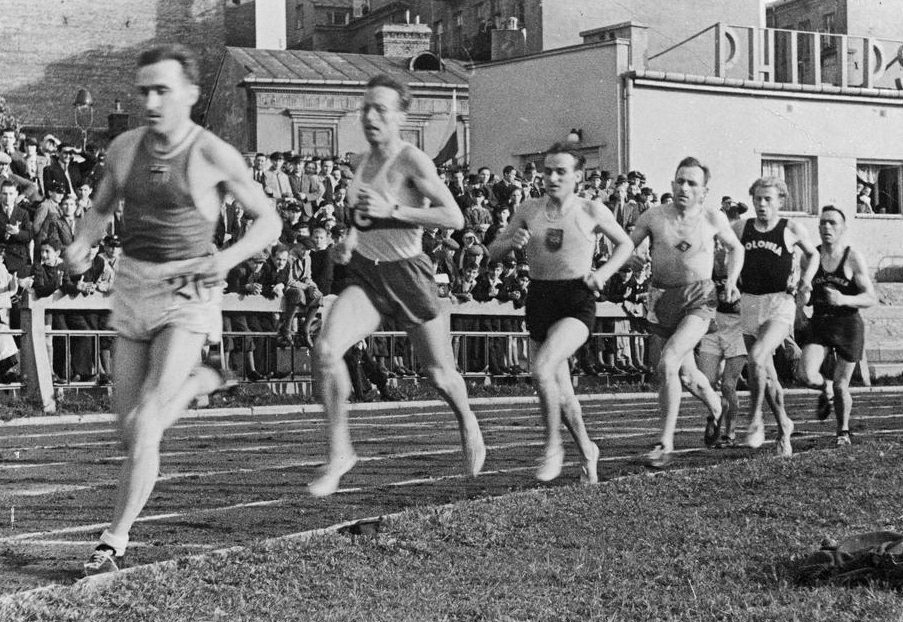
1939年

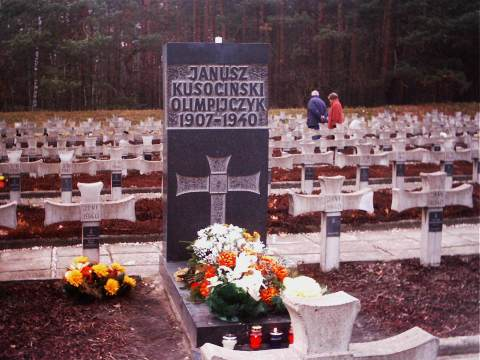
2005年

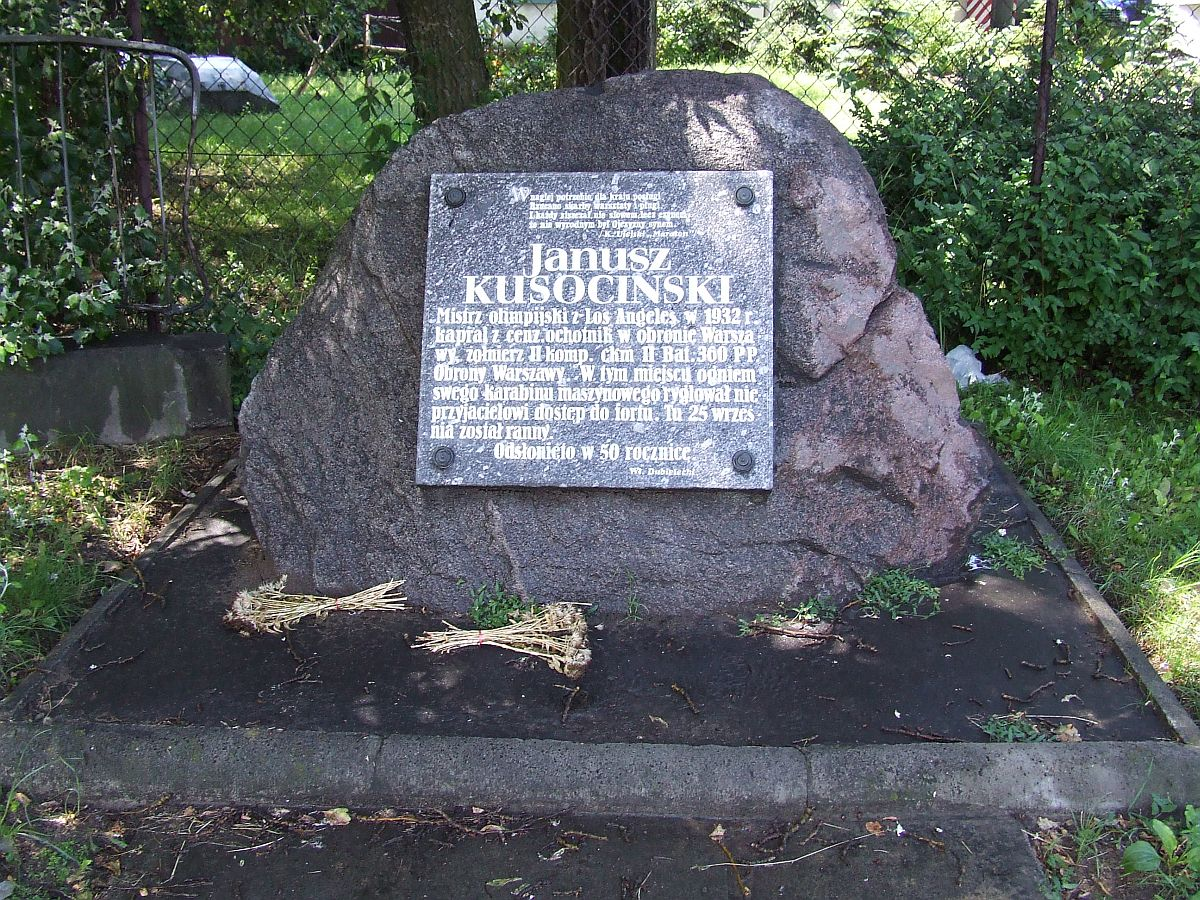
2007年

雅努什·塔德乌什·库索钦斯基（波蘭語：Janusz Tadeusz Kusociński，1907年1月15日—1940年6月21日）是波兰中長跑运动员，奥运会金牌得主，民族英雄。
库索钦斯基出生于华沙的一个铁路工人家庭，早年从事足球运动，1928年开始接受长跑训练，在其后的数年中，他包揽了波兰国内各项长跑冠军。1932年，他打破了男子3000米世界纪录，成绩是8:18.8。在1932年夏季奥林匹克运动会上，库索钦斯基克服了鞋子磨脚带来的剧痛，险胜两位芬兰选手，获得了男子10000米长跑的金牌，打破了芬兰对这个项目的垄断。
1939年纳粹德国入侵波兰后，库索钦斯基志愿从军，先后两次负伤。波兰亡国后，库索钦斯基奉流亡政府之命在华沙潜伏下来开展破坏活动。1940年3月，他在盖世太保的“AB行动”中被捕。库索钦斯基拒绝投降，于6月21日被枪决于华沙郊外。

## 外部連結
- 雅努什·库索钦斯基在国际奥林匹克委员会的资料
- （波兰語）波兰奥委会资料